# Frederik Willems
Frederik Willems (Eeklo, 8 de setembro de 1979) é um ciclista belga que foi profissional desde 2002 até 2014.
Sua melhor atuação como profissional foi na Estrela de Bessèges de 2006 onde se impôs na classificação final e numa etapa com final em Marselha.
Em 29 de setembro de 2014 anunciou a sua retirada do ciclismo depois de treze temporadas como profissional e com 35 anos de idade e passaria a ser director desportivo do conjunto Lotto Soudal a partir de 2015.

## Palmarés
- 2002
  - 1 etapa da Volta a Cuba

- 2006
- Estrela de Bessèges, mais 1 etapa
  - 1 etapa da Ster Elektrotoer
  - 1 etapa da Volta à Grã-Bretanha

- 2009
- Três dias de Panne

## Resultados em Grandes Voltas e Campeonatos do Mundo
| Corrida            | Corrida            | 2002 | 2003 | 2004 | 2005 | 2006 | 2007 | 2008  | 2009 | 2010 | 2011 | 2012 | 2013  | 2014 |
| ------------------ | ------------------ | ---- | ---- | ---- | ---- | ---- | ---- | ----- | ---- | ---- | ---- | ---- | ----- | ---- |
|                    | Giro d'Italia      | —    | —    | —    | —    | —    | —    | —     | —    | —    | —    | —    | 117.º | —    |
|                    | Tour de France     | —    | —    | —    | —    | —    | 73.º | 110.º | 86.º | —    | Ab.  | —    | 163.º | —    |
|                    | Volta a Espanha    | —    | —    | —    | —    | —    | —    | —     | —    | 88.º | —    | —    | —     | —    |
| Mundial em Estrada | Mundial em Estrada | —    | —    | —    | —    | —    | Ab.  | —     | —    | Ab.  | —    | —    | —     | —    |

—: não participa

Ab.: abandono

## Equipas
- Mapei-Quick Step (2001)[2]
- Mapei-Quick Step-Latexco (2002)
- Mapei-Quick Step (2002)[3]
- Vlaanderen/Chocolade Jacques (2003-2006)
  - Vlaanderen-T Interim (2003-2004)
  - Chocolade Jacques-T Interim (2005)
  - Chocolade Jacques-Topsport Vlaanderen (2006)
- Liquigas (2007-2010)
  - Liquigas (2007-2009)
  - Liquigas-Doimo (2010)
- Omega Pharma/Lotto (2011-2014)
  - Omega Pharma-Lotto (2011)
  - Lotto-Belisol (2012-2014)